# Rottmecke
Rottmecke ist als ein Teil der ehemals selbstständigen Gemeinde Ihmert seit dem 1. Januar 1975 ein Ortsteil der Stadt Hemer in Nordrhein-Westfalen. Die Siedlung liegt in einem Waldgebiet zwischen Im Hasberg im Westen und Heppingsen im Osten.
Die erste Besiedlung der Rottmecke geht auf die 1780er-Jahre zurück, als das erste Haus entstand. Im Jahr 1885 hatte die Siedlung 14 Einwohner. Der Name verweist mit seinen Bestandteilen rod/rot auf ein Sumpfgebiet und mecke auf einen Berg. Deshalb ist anzunehmen, dass das Gebiet früher ein sehr wasserreicher Berg war.